# EC Primeiro Passo Vitória da Conquista
EC Primeiro Passo Vitória da Conquista is een Braziliaanse voetbalclub uit Vitória da Conquista in de deelstaat Bahia.

## Geschiedenis
De club werd opgericht op 21 januari 2005. In 2006 werd de club kampioen van de tweede klasse en promoveerde zo naar de hoogste klasse van het staatskampioenschap. Door enkele goede noteringen kon de club op nationaal niveau aantreden in de Série D van 2011 tot 2014, in 2018 en 2020. Enkel bij die laatste deelname kon de club de groepsfase overleven en verloor dan in de tweede ronde van Salgueiro. In 2022 degradeerde de club naar de tweede klasse. 